# 자헤르 미다니
자헤르 알미다니(아랍어: زاهر ميداني, Zaher Al Midani, 1989년 4월 13일~ )는 시리아의 축구 선수로, 현재 이라크의 알할라 미드필더이다.